# Karl Feucht
Pour les articles homonymes, voir Feucht (homonymie).
Karl Feucht, né le 24 décembre 1893 à Heimerdingen et mort le 30 juin 1954 à Friedrichshafen, est un mécanicien et explorateur allemand. 
En 1925, il est l'un des deux mécaniciens à bord des deux hydravions Dornier Wal avec lesquels Roald Amundsen, Lincoln Ellsworth et Hjalmar Riiser-Larsen tentent sans succès d'atteindre le pôle Nord géographique par voie aérienne, à partir du Spitzberg.

## Biographie
Né à Heimerdingen, qui fait de nos jours partie de Ditzingen, ses parents sont le fermier Christian Feucht (1856-1929) et son épouse Wilhelmine Hakius (1863-1954).
Il apprend le métier de métallurgiste à Stuttgart et, grâce à l'intercession de son frère aîné Wilhelm, obtient un emploi dans l'usine Zeppelin de Staaken près de Berlin. Pendant la Première Guerre mondiale, il est sert comme mécanicien sur des dirigeables Zeppelin au-dessus de la France et de l'Angleterre. Après la guerre, il travaille pour Claude Dornier à Friedrichshafen et Rorschach et enfin au CMASA de Marina di Pisa.
En 1925, Roald Amundsen achète à Dornier deux hydravions Dornier Do J pour une expédition du Spitzberg au pôle Nord. Karl Feucht est l'un des deux mécaniciens d'usine censés assembler à Ny-Ålesund les appareils démontés pour le transport. Quelques jours avant le décollage prévu, Amundsen lui demande de l'accompagner dans l'un des avions, le N 25. L'équipe d'expédition est désormais composée des pilotes militaires Leif Dietrichson et Hjalmar Riiser-Larsen, des chefs d'expédition Roald Amundsen et Lincoln Ellsworth ainsi que des mécaniciens Karl Feucht et Oskar Omdal. Les avions décollent dans l'après-midi du 21 mai. Dans le brouillard qui apparait bientôt, ils dérivent un peu vers l'ouest, de sorte qu'ils n'ont pas encore atteint le pôle Nord lorsque Feucht se rend compte que la moitié de l'essence a été utilisée. Alors qu'il cherche un site d'atterrissage où une détermination précise de la position, le moteur arrière du N 25 tombe en panne et Riiser-Larsen atterrit à la hâte dans un chenal d'eau libre à 87° 43′ de latitude nord et 10° 20′ 1″ de longitude ouest, à environ 250 km du pôle Nord. Après des jours de travail acharné, ils réussissent à sortir la machine de l'eau et à la mettre sur la glace le 25 mai. Entre-temps, les trois occupants du N 24 endommagé arrivent. L'hydravion a une fuite et, comme Feucht le découvre, l'un des deux moteurs est grippé. Un démarrage avec un seul moteur est hors de question. Cependant, Feucht réussit à remettre le N 25 en état de navigabilité. En trois semaines de travail, les hommes nivellent une piste sur la glace et six d'entre eux rentrent au Spitzberg à bord du N 25.
Karl Feucht reprend ensuite son travail chez Dornier. 
Il meurt en 1954 et est inhumé à Heimerdingen. 
La baie Feuchtbukta sur l'île Nordaustlandet dans l'archipel du Svalbard porte son nom. 

### Vie privée
Son épouse Maria meurt en 1945. Le couple a trois enfants, Richard, Wilhelm et Gertrud.